# Orange megye (Florida)
Orange megye az Amerikai Egyesült Államokban, azon belül Florida államban található. Megyeszékhelye és legnagyobb városa Orlando. Lakosainak száma 1 429 908 fő (2020). Orange megye Seminole, Volusia, Brevard, Osceola, Polk és Lake megyékkel határos.

## Népesség
A megye népességének változása:
| Lakosok száma | 1 148 763 | 1 170 125 | 1 201 575 | 1 225 267 | 1 288 126 | 1 429 908 |
|               | 2010      | 2011      | 2012      | 2013      | 2015      | 2020      |